# Auto-Zero-Verstärker
Ein Auto-Zero-Verstärker ist eine elektronische Schaltung zur Verstärkung sehr kleiner Gleichspannungen in der Messtechnik. Meist sind dies spezielle Operationsverstärker, es gibt aber auch entsprechende Instrumentenverstärker. Die wesentliche Eigenschaft ist eine sehr geringe und stabile Offset-Spannung.

## Historisches
Seit den Anfangszeiten der Elektronik versuchte man, das Problem der sehr störenden Offsetspannung von Gleichspannungsverstärkern in den Griff zu bekommen. Den ersten Erfolg erzielte E. A. Goldberg, der sich 1948 einen chopperstabilisierten Röhrenverstärker patentieren ließ und dabei auf den bereits 1918 durch J. W. Milnor patentierten Chopper-Verstärker zurückgriff. In seiner Schaltung wird der Signalweg in zwei Pfade zerteilt:
- Ein Kondensator-gekoppelter Zweig verstärkt nur den Wechselspannungsanteil mit möglichst geringer Grenzfrequenz.
- Die noch tieferen Frequenzen und der Gleichspannungsanteil werden mit einem parallel liegenden Chopper-Verstärker mit verschwindender Offsetspannung verstärkt und mit einem nachfolgenden Tiefpass von Störspitzen befreit.
- Die Ausgangsspannung ist die Summe der beiden Einzelsignale.

Bei sorgfältiger Abstimmung der Grenzfrequenzen und Einzelverstärkungen kann ein durchgehender Frequenzbereich von 0 Hz bis zu einigen 100 kHz erreicht werden. Der große Vorteil dieses Verfahrens gegenüber Chopper-Verstärkern ist die deutlich höhere verarbeitbare Maximalfrequenz. Die mangelnde Langzeitstabilität, der Einsatz mechanischer Zerhacker und großvolumiger Röhren behinderten aber den Einsatz.

## Schaltung mit Halbleitern

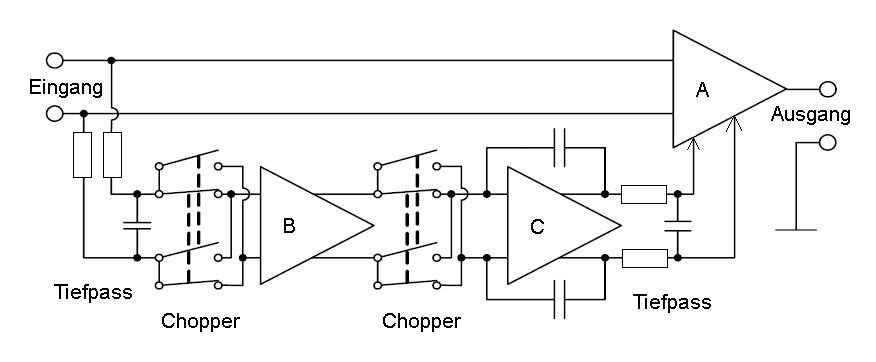
Prinzipschaltung eines chopperstabilisierten Verstärkers

Mit Halbleitern ist es möglich die komplette Schaltung eines Auto-Zero-Verstärkers zu einem Integrierten Schaltkreis zusammenzufassen. Statt des mechanischen Choppers aus der Röhren-Ära dienen MOSFETs als Schalter. Als Bauelement auf kleinstem Raum, ähnlich einem normalen Operationsverstärker ermöglicht dies die Verwendung von Auto-Zero-Verstärkern als Standardbaustein der Messtechnik.
Heutige Auto-Zero-Verstärker werden intern aus zwei Verstärkerketten zusammengesetzt:
- Das Signal wird im Frequenzbereich 0 Hz bis etwa 2 MHz mit einem rauscharmen Operationsverstärker A ohne Koppelkondensatoren verstärkt, dessen Ausgangssignal ohne weitere Korrekturmaßnahmen durch Nullpunktdrift und Offset verfälscht wird. Weil sich diese störenden Einflüsse aber nur sehr langsam ändern (typische Zeitkonstante: einige Minuten), werden beide mit großer Zeitkonstante über Hilfseingänge korrigiert.
- In einem getrennten Kanal wird das tiefpassgefilterte Eingangssignal zweistufig (Chopperverstärker B und Operationsverstärker C) vielfach verstärkt und diktiert über Hilfseingänge die mittlere Ausgangsspannung des Operationsverstärkers A. Dadurch wird dessen Offsetspannung fast perfekt kompensiert.[2]

Alternativ zum Chopperverstärker kann die Korrektur des Offsets auch durch ein etwas anderes Verfahren erfolgen: Auch hier liegt ein Hilfsverstärker parallel. Dessen Eingänge werden regelmäßigen Zeitabständen kurzgeschlossen um den Offset des Hilfsverstärkers in einem Kondensator zu speichern und damit zu korrigieren. In einer zweiten Phase kann dann der Offset des Hauptverstärkers offsetfrei verstärkt und korrigiert werden. Diese 2. Variante ist der Auto-Zero-Verstärker im eigentlichen Sinne. Wegen der ähnlichen Eigenschaften werden die beiden Bezeichnungen Auto-Zero-Verstärker und chopperstabilisierter Verstärker trotz des etwas anderen inneren Aufbaus oft synonym benutzt.
| OP-Typ                                             | Offset- Spannung | Temperatur- abhängigkeit | Rauschen (BW = 1 Hz) |
| -------------------------------------------------- | ---------------- | ------------------------ | -------------------- |
| LM11 OP mit sehr geringem Bias                     | ±300 µV          | 3 µV/K                   | 6 µVpp               |
| LT1012 OP mit geringem Bias                        | 0±35 µV          | 1,5 µV/K                 | 0,5 µVpp             |
| AD624 Instrumentenverstärker                       | 0±25 µV          | 0,25 µV/K                | 0,2 µVpp             |
| LTC1052 Auto-Zero, noch mit externen Kondensatoren | 0±5 µV           | 0,05 µV/K                | 0,5 µVpp             |
| CS3001 Chopperstabilisiert, low noise              | 0±10 µV          | 0,05 µV/K                | 0,04 µVpp            |
| iC-Haus HQ Auto-Zero ?                             | 0±1 µV           | 0,01 µV/K                | 0,6 µVpp             |

## Anwendungen
Die Anwendungen liegen im Bereich der Messtechnik bei der Verstärkung von Gleichspannungen bzw. niederfrequenten Wechselspannungen, wie beispielsweise bei Spannungsmessgeräten mit Auflösung im Mikrovoltbereich, Dehnungsmessstreifen, Thermoelementen und Hallsensoren.